# Gloria (Umberto-Tozzi-Lied)
Gloria ist eines der bekanntesten Lieder des italienischen Sängers Umberto Tozzi. Es erschien 1979 auf dem gleichnamigen Album Tozzis und wurde auch als Single ausgekoppelt. Es wurde seither von zahlreichen Künstlern neu interpretiert. Besonders erfolgreich war eine 1982 von der US-amerikanischen Sängerin Laura Branigan veröffentlichte Coverversion des Stücks.

## Geschichte
Gloria wurde von Tozzi und Giancarlo Bigazzi als Titelsong von Tozzis gleichnamigem Album aus dem Jahr 1979 geschrieben und von Bigazzi produziert. Die Aufnahmen erfolgten im Union Studio in München. Die Single wurde im Juni 1979 veröffentlicht und erreichte in mehreren europäischen Ländern die Charts. Für den spanischen Markt produzierte Tozzi eine Version mit spanischem Text und später auch eine Version auf Englisch, zunächst mit anderem Text als Laura Branigan. Jahre später nahm er für ein Best-Of-Album auch eine englischsprachige Version mit dem Text von Laura Branigan auf. Bereits im November 1979 veröffentlichte Jonathan King die erste englischsprachige Coverversion, die im Vereinigten Königreich Platz 65 der Charts erreichte.
1982 engagierte Doug Morris den deutschen Musikproduzenten Jack White für die Aufnahmen eines Albums für Laura Branigan. Greg Mathieson, der bei den Aufnahmen zu Tozzis Version das Arrangement verantwortet hatte und das Keyboard gespielt hatte, schlug White eine Coverversion von Gloria für Laura Branigan vor. White ließ den kanadischen Musiker Trevor Veitch den englischen Text schreiben. Branigans Single erschien im Juni 1982 und erreichte in den Vereinigten Staaten Platz 2 der Billboard-Charts und wurde damit einer der größten Erfolge ihrer Karriere. Sie brachte ihr 1983 auch eine Nominierung für den Grammy Award for Best Female Pop Vocal Performance ein, wo sie allerdings Melissa Manchester unterlag.

## Inhalt
Tozzi besingt in seiner Version des Liedes sehnsuchtsvoll eine Traumfrau namens Gloria, die ihm „fehlt wie die Luft“.
In Branigans Version spricht sie selbst zu Gloria, deren Beziehungsleben scheinbar unerfüllt ist („If everybody wants you, why isn't anybody callin'?“). Dies scheint sie langsam in den Wahnsinn zu treiben („Are the voices in your head calling, Gloria?“) und man befürchtet, dass Gloria dem Zusammenbruch nahe ist („I think you're headed for a breakdown“).
Auch viele der anderen Coverversionen legen in ihrer jeweiligen Sprache textlich andere Schwerpunkte.

## Version von Umberto Tozzi

### Titelliste
7-Zoll-Single
1. Gloria – 4:25
2. Aria di lei – 4:10

12-Zoll-Single
1. Gloria (Disco Mix 12″) – 7:05
2. Mama – 5:07

### Chartplatzierungen
Die Single erreichte in mehreren europäischen Ländern die Charts, darunter in Deutschland, Österreich und der Schweiz.
| ChartsChartplatzierungen | Höchstplatzierung | Wochen |
| ------------------------ | ----------------- | ------ |
| Deutschland (GfK)        | 8 (34 Wo.)        | 34     |
| Italien (FIMI)           | 2 (16 Wo.)        | 16     |
| Österreich (Ö3)          | 4 (16 Wo.)        | 16     |
| Schweiz (IFPI)           | 1 (17 Wo.)        | 17     |

| ChartsJahrescharts (1979) | Platzierung |
| ------------------------- | ----------- |
| Deutschland (GfK)         | 36          |
| Italien (FIMI)            | 14          |
| Österreich (Ö3)           | 17          |
| Schweiz (IFPI)            | 4           |

### Auszeichnungen für Musikverkäufe
| Land/Region          | Auszeichnungen für Musikverkäufe (Land/Region, Auszeichnung, Verkäufe) | Verkäufe |
| -------------------- | ---------------------------------------------------------------------- | -------- |
| Italien (FIMI)       | Gold                                                                   | 25.000   |
| Spanien (Promusicae) | Gold                                                                   | 25.000   |
| Insgesamt            | 2× Gold ·                                                              | 50.000   |

## Version von Laura Branigan

### Titelliste
7-Zoll-Single
1. Gloria – 4:50
2. Living a Lie – 3:41

12-Zoll-Single
1. Gloria (Extended Version) – 5:53
2. Living a Lie – 3:41

### Chartplatzierungen
| ChartsChartplatzierungen       | Höchstplatzierung | Wochen |
| ------------------------------ | ----------------- | ------ |
| Vereinigte Staaten (Billboard) | 2 (36 Wo.)        | 36     |
| Vereinigtes Königreich (OCC)   | 6 (13 Wo.)        | 13     |

| ChartsJahrescharts (1982)      | Platzierung |
| ------------------------------ | ----------- |
| Vereinigte Staaten (Billboard) | 75          |

| ChartsJahrescharts (1983)      | Platzierung |
| ------------------------------ | ----------- |
| Vereinigte Staaten (Billboard) | 56          |

### Auszeichnungen für Musikverkäufe
| Land/Region                  | Auszeichnungen für Musikverkäufe (Land/Region, Auszeichnung, Verkäufe) | Verkäufe  |
| ---------------------------- | ---------------------------------------------------------------------- | --------- |
| Kanada (MC)                  | Platin                                                                 | 100.000   |
| Vereinigte Staaten (RIAA)    | Platin                                                                 | 1.000.000 |
| Vereinigtes Königreich (BPI) | Gold                                                                   | 400.000   |
| Insgesamt                    | 1× Gold · 2× Platin ·                                                  | 1.500.000 |

## Weitere Coverversionen
Gloria wurde weit über 30 Mal gecovert.
- 1979: Jonathan King (englisch)
- 1979: Ady Zehnpfennig (Instrumental)
- 1979: Gerd Christian (italienische)
- 1980: Vítězslav Vávra (Dívka Gloria; tschechisch)
- 1980: G.G.Anderson (englisch)
- 1982: Lena Valaitis (deutsch)
- 1986: Roland Kaiser (Gloria: deutsch)
- 1982: Sheila (Glori, Gloria; französisch)
- 1983: Carola (schwedisch)
- 1983: Ray Conniff (englisch)
- 1983: Mona Carita (finnisch)
- 1983: The London Symphony Orchestra (Instrumental)
- 1991: Fiorello (italienisch)
- 1998: Mait Maltis (estnisch)
- 2006: Tanja Thomas (englisch)
- 2006: Young Divas (englisch)
- 2011: Sergio Dalma (spanisch)
- 2012: Jo Vally (niederländisch)
- 2012: Gloria Trevi (spanisch)
- 2016: Bertín Osborne (spanisch)
- 2016: Oscar Solla (englisch)
- 2017: Camille Lou (französisch)